# Unita Turism
Unita Turism Holding Timișoara este o companie hotelieră din România, înființată în anul 2000.
Este deținut de omul de afaceri german Josef Goschy și este lanțul hotelier cu cel mai mare număr de camere din România.
În iunie 2009, grupul avea 27 de hoteluri de patru, trei și două stele în 15 locații.
Lanțul hotelier are și două hoteluri în Mamaia, respectiv Amiral și Comandor și unul în Olimp, Panoramic.
Cu 26 de hoteluri care cumulează peste 3.500 de camere și 7.000 de locuri în restaurante, Unita Turism este cel mai mare proprietar de hoteluri din România.
În februarie 2008, Unita Turism a cumpărat compania Olimp Estival 2002 SA (deținută la acel moment de AVAS),
care deținea hotelurile Amfiteatru, Belvedere și Panoramic din Olimp, precum și hotelul Neptun, din stațiunea Neptun,
pentru suma de 22 de milioane de euro.
Compania mai deține trei unități în Mamaia (Comandor, Amiral și Orfeu) și alte două la Cap Aurora (Onix și Safir).
Cifra de afaceri:
- 2009: 38,8 milioane lei[7]
- 2008: 48,9 milioane lei[7]